# Pilocrocis monothyralis
Pilocrocis monothyralis là một loài bướm đêm trong họ Crambidae.